# Cristea (prenume)
Cristea este un prenume masculin românesc care se poate referi la:
- Cristea Avram
- Cristea Busuioc
- Cristea Dumitru
- Cristea Mateescu